# Temo Kazaraszwili
Temo (Timur) Michajłowicz Kazaraszwili (ros. Темо (Тимур) Михайлович Казарашвили; ur. 23 lipca 1954) – radziecki zapaśnik startujący w stylu klasycznym.
Mistrz świata w 1982 i trzeci w 1983. Brązowy medalista mistrzostw Europy w 1985. Mistrz uniwersjady w 1981. Pierwszy w Pucharze Świata w 1980. Mistrz świata juniorów w 1979 roku.
Mistrz ZSRR w 1982 i 1984; trzeci w 1981 i 1983 roku.